# طائر فوق السلك
طائر فوق السلك (بالإنجليزية: Bird on a Wire)‏ هو فيلم أكشن كوميدي أمريكي من إخراج جون بادهام وبطولة ميل غيبسون، غولدي هاون، ديفيد كارادين، بيل ديوك وستيفين توبولوسكي، صدر الفيلم في 18 مايو 1990.

## وصلات خارجية
- طائر فوق السلك على موقع IMDb (الإنجليزية)
- طائر فوق السلك على موقع ميتاكريتيك (الإنجليزية)
- طائر فوق السلك على موقع روتن توميتوز (الإنجليزية)
- طائر فوق السلك على موقع نتفليكس (الإنجليزية)
- طائر فوق السلك على موقع قاعدة بيانات الأفلام العربية
- طائر فوق السلك على موقع ألو سيني (الفرنسية)
- طائر فوق السلك على موقع Turner Classic Movies (الإنجليزية)
- طائر فوق السلك على موقع أول موفي (الإنجليزية)
- طائر فوق السلك على موقع بوكس أوفيس موجو (الإنجليزية)
- طائر فوق السلك على موقع فيلمافينيتي (الإسبانية)